# Savage Circus
Savage Circus je německo-švédská power metalová skupina původně vytvořená jako vedlejší projekt někdejšího bubeníka Blind Guardian Thomase Staucha, který nesouhlasil s hudební změnou kapely, jež po albu Nightfall in Middle-Earth nastala.

## Historie kapely
Historie kapely se začala psát poté, co Thomasovi jeho přítel Piet Sielck nabídl spolupráci na novém projektu a pustil mu pár ukázek zpěvu Jense Carlssona ze švédských Persuader, jehož hlas je velmi podobný Hansi Kürschovi. Jejich první album, Dreamland Manor, bylo vydáno v roce 2005. V srpnu 2007 Thomas přestal účinkovat v kapele kvůli zdravotním problémům a nahradil ho Mike Terrana.

## Sestava

### Současní členové
- Jens Carlsson – zpěv (2004-)
- Emil Norberg – kytara(2004-)
- Piet Sielck – kytara, doprovodný zpěv (2004-)
- Yenz Leonhardt – basová kytara, doprovodný zpěv (2007-)
- Mike Terrana – bicí (2007-)

### Bývalí členové
- Thomas Stauch - bicí (2004-2007)

## Diskografie

### Studiová alba
- Dreamland Manor (2005)
- Of Doom and Death (2009)

### DVD
- Live in Atlanta (2007)